# 맑은국

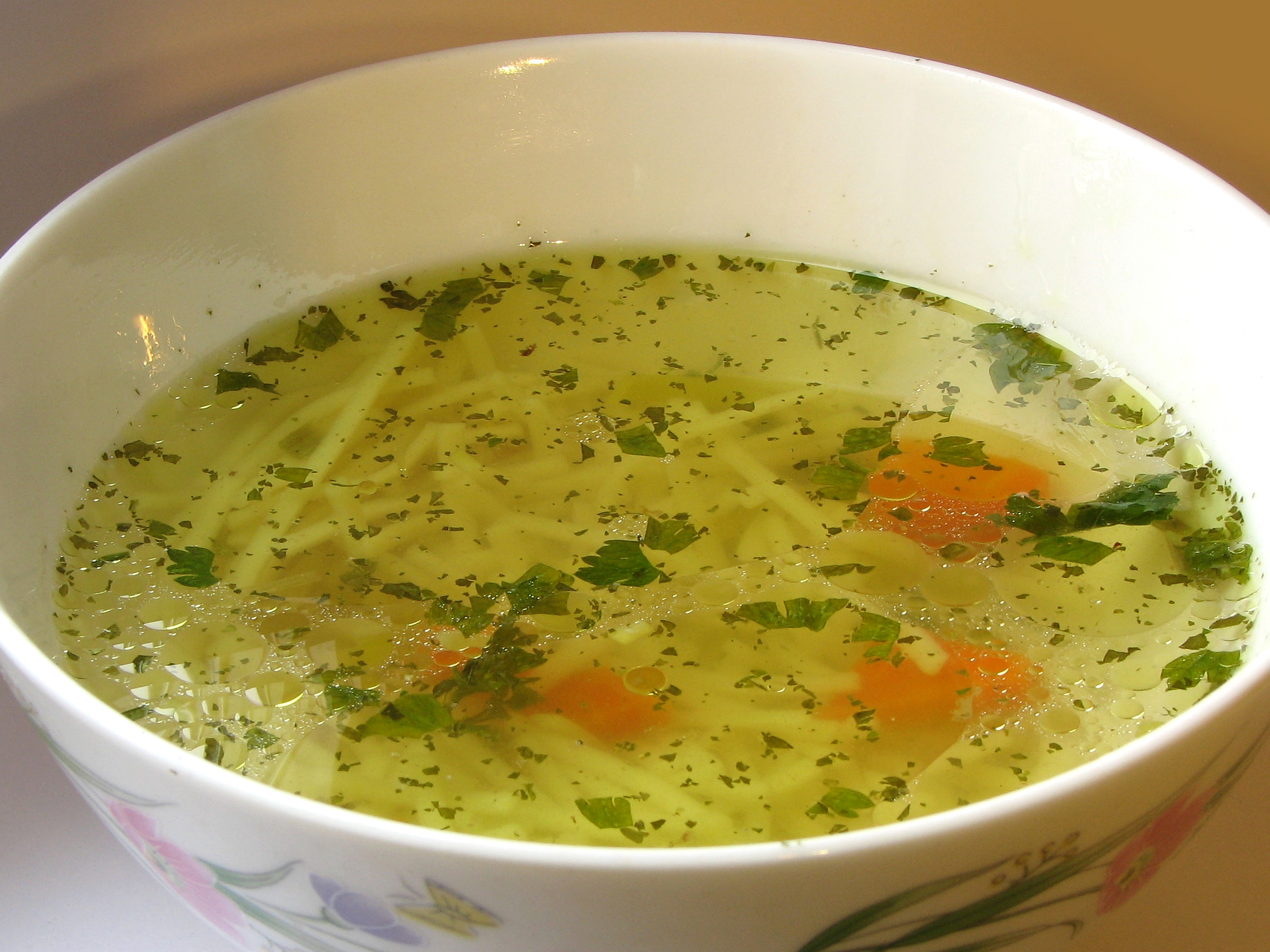
맑은국

맑은국(broth) 또는 맑은탕(--湯)은 고기나 생선 등을 물에 넣고 끓여서 소금이나 간장 등으로 간을 맞춘 국이다. 국물이 맑은 것이 특징이다. 수프 등의 재료로 쓰일 때는 밑국물, 맛국물 또는 육수(肉水)로 부르기도 한다.

## 이름
- 다시(일본어: 出汁)
- 부용(프랑스어: bouillon)
- 브로도(이탈리아어: brodo)
- 브로스(영어: broth)
- 은크라크라 은콴(아칸어: nkrakra nkwan)
- 칼도(스페인어: caldo)
- 칼두(포르투갈어: caldo)
- 콩소메(프랑스어: consommé)

## 지역별 맑은국

### 프랑스

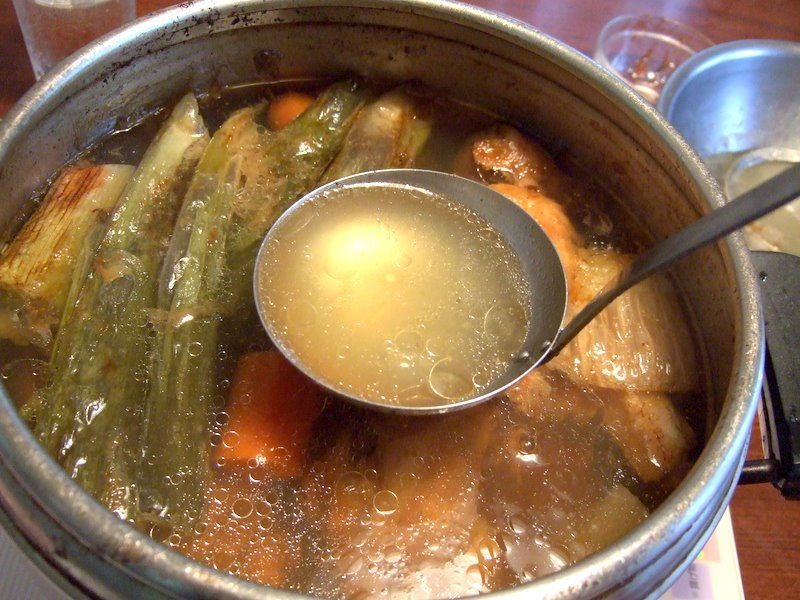
닭고기로 맛을 낸 부용

부용(프랑스어: Bouillon)은 프랑스 요리에서 주로 밑국물로서 이용되는 맑은 국물이다.
프랑스 요리에서 맛의 기본이 되는 국물은 크게 부용과 퐁(fond)으로 나뉜다. 주로 포타주(potage)를 비롯한 수프의 기본 재료가 되는 것은 부용이며 소스의 기본 재료와 스튜의 기초가 되는 국물은 퐁이다. 채소에서 나오는 단맛이 소스의 맛을 방해하고 걱정이 없기 때문에 퐁과 비교해서 채소의 맛을 보다 강하게 낸다.
부용은 소, 닭, 생선 등의 동물을 채소 등과 함께 오랜 시간 고아서 만드는데 이 전체가 포토푀의 부분을 표현한 요리이다. 콩소메는 국물을 더 조리하도록 만든 것이 특징이며 그 자체가 직접적인 수프 요리의 일종이다.

## 종류
- 고기 맑은국
- 생선 맑은국
- 채소 맑은국

## 사진

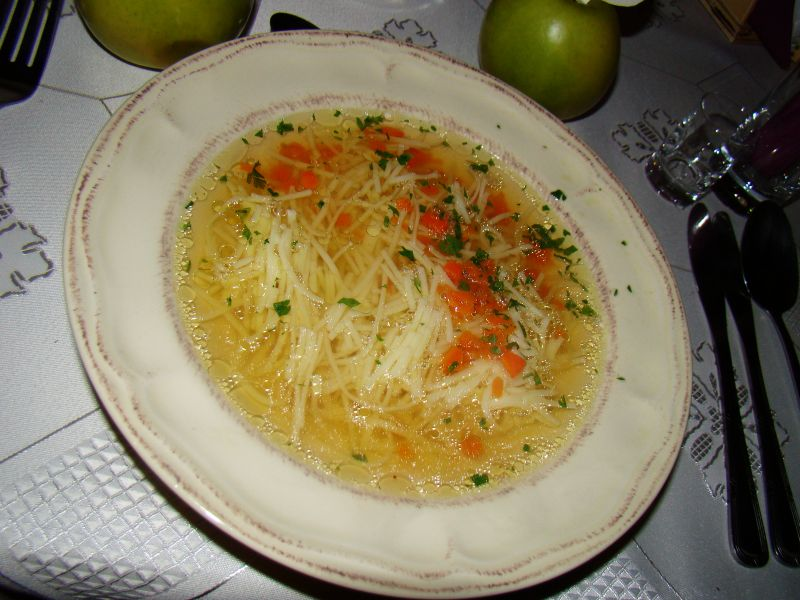
로수 (폴란드)
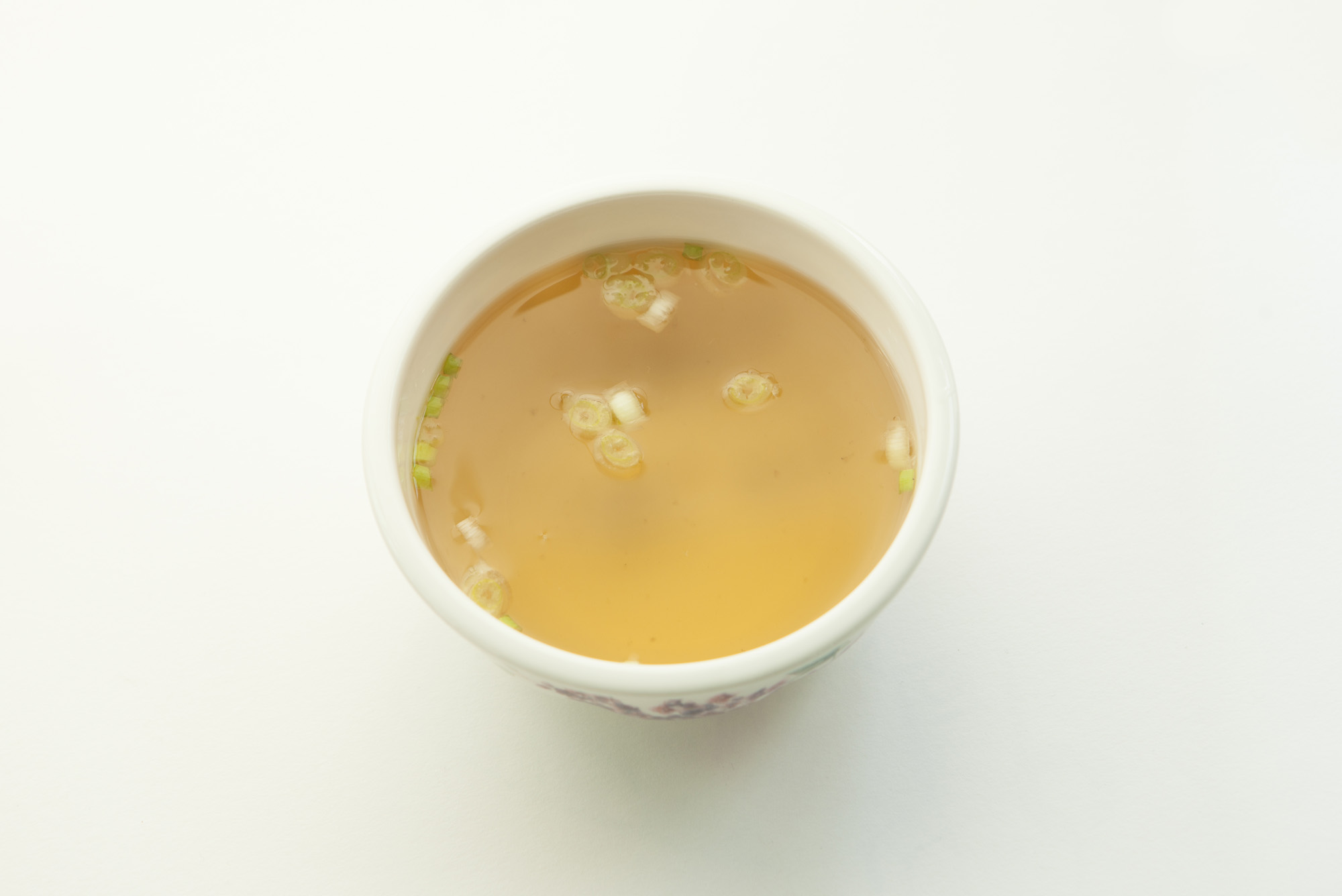
맑은장국 (한국)
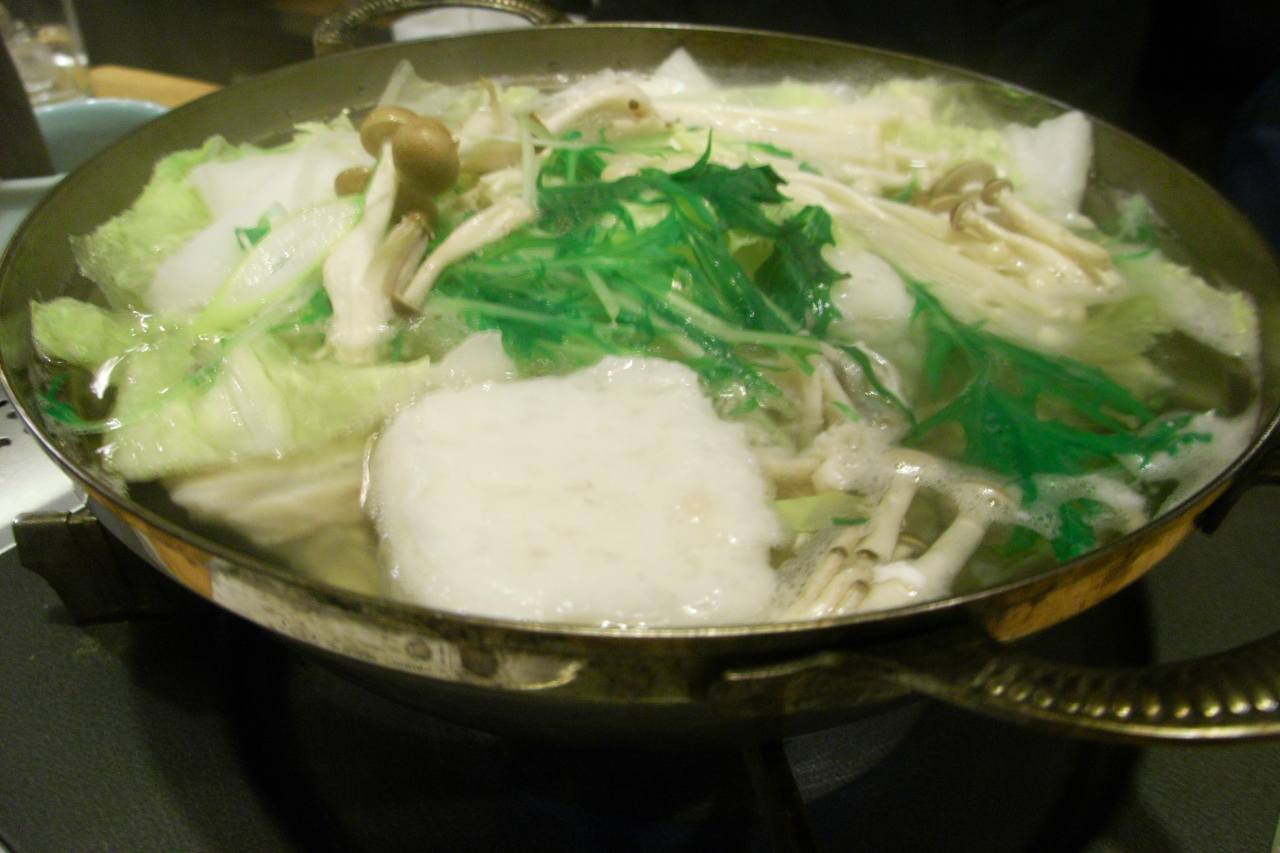
지리나베 (일본)
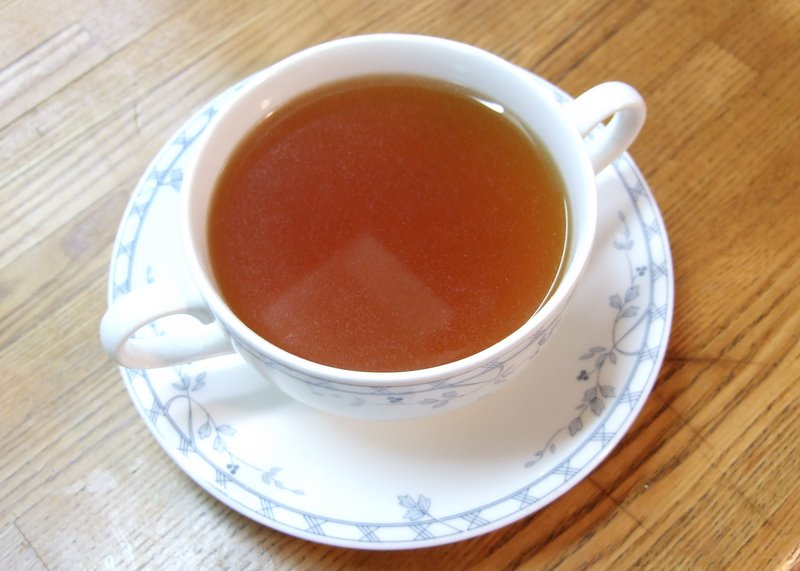
콩소메 (프랑스)

## 같이 보기
- 브로스 큐브
- 부용 큐브